# Wallingford (Vermont, város)
Wallingford város az USA Vermont államában, Rutland megyében. Lakosainak száma 2129 fő (2020. április 1.).

## Népesség
A település népességének változása:

| 2010 | 2 079 |
| 2020 | 2 129 |